# 当座比率
当座比率（とうざひりつ）とは、安全性分析の指標の一つで、企業の短期の負債に対する支払い能力を判断する指標である。

## 概要
当座比率はアメリカの銀行機関などで、Acid-test ratio、Quick assets ratioと言われ、流動比率よりも厳密に短期的な支払能力を見る指標として広く扱われてきた。
計算式は、当座比率（％） ＝ 当座資産 ÷ 流動負債 × 100 である。
ここで示される当座資産とは現金、預金、受取手形、売掛金、一時所有の有価証券などで、特に短期間に現金化できる資産である。これは流動資産から即座には資金化しにくい棚卸資産を除いたものともいえる。棚卸資産は販売行為が完了して代金が回収されるまでは支払能力がないため、換金能力が低いといえる。
対象企業が過剰在庫などにより黒字倒産にならないよう、手元に資金があるかの安全性を評価することが目的である。当座比率は一般に100％以上であることが望ましいとされる。
なお有価証券に含まれるかもしれない不良債権や貸倒れリスクなどがあるため、当座比率が当該企業の実態的支払能力に直結するとは必ずしも言えない。ただしこれらのリスクに対しては引当金が設定されているはずであり、引当金の設定が適正かつ十分であれば当該企業の支払能力は担保されると考えられる。

### 建設業における当座比率
建設業会計において、未成工事受入金（前受金に相当）は流動負債とされる。しかしながら、建設業における当座比率の計算では、以下の理由により、未成工事受入金は除外されるのが一般的である。
- 以下の理由から、建設業の事業者は未成工事受入金（前受金）を受け取ることが著しく多い
  - 一つのプロジェクトが、複数の会計年度に跨るほどの長期になることが一般的である
  - 建設業は請負契約に立脚するビジネスであり、一つのプロジェクトに対する収益は、プロジェクトの成果物の引き渡しが完了しなければ計上できない
  - 収益の発生より費用の発生が時期的に常に先行し、資金繰りの安定のために前受金を必要とする動機が強い
- 以下の理由から、未成工事受入金を当座比率の算出に含めると会計年度によって当座比率が著しく変動してしまう・当座比率が財務体質を正しく表さなくなる
  - 未成工事受入金は、最終的に収益（完成工事高）として計上される費目であり、最終的に売上原価として計上される未成工事支出金と対で計上されるものである
  - 未成工事受入金は返済の必要がある金銭債務ではない
  - 流動負債に占める未成工事受入金の割合が著しく大きい

よって、建設業における当座比率の計算式は、以下のとおりである。
- 当座資産÷（流動負債ー未成工事受入金）×100％